# Liste des planètes mineures non numérotées découvertes en mars 2018
Pour un article plus général, voir Liste des planètes mineures non numérotées découvertes en 2018.
Pour un article plus général, voir Liste des planètes mineures.
Cet article dresse la liste des planètes mineures (astéroïdes, centaures, objets transneptuniens et assimilés) non numérotées découvertes en mars 2018 dans l'ordre de leur découverte.
Au 15 janvier 2025, 661 077 des 1 434 993 planètes mineures répertoriées par le Centre des planètes mineures ne sont pas encore numérotées, soit 46,07 %.

## Rappel concernant la désignation provisoire
La désignation provisoire indique l'ordre de découverte de ces objets. En effet, cette désignation est composée de l'année de découverte (par exemple 2018) suivie de la quinzaine (demi-mois) de découverte (p.e. A = 1-15 janvier) puis de l'ordre de découverte dans cette quinzaine. Cet ordre est indiqué par une lettre et éventuellement un chiffre comme suit : A pour la première découverte, B pour la deuxième, ..., Z pour la 25e (le I n'est pas utilisé pour éviter la confusion avec 1), A1 pour la 26e, B1 pour la 27e, etc. , Z1 pour la 50e, A2 pour la 51e, B2 pour la 52e, etc. L'ordre de la numérotation ne suit donc pas l'ordre alphanumérique. 2018 AA1 suit ainsi 2018 AZ et précède 2018 AB1.

## Liste

### Du1erau 15 mars 2018
- 2018 EA
- 2018 EB
- 2018 EC
- 2018 EE
- 2018 EF
- 2018 EG
- 2018 EH
- 2018 EJ
- 2018 EK
- 2018 EM
- 2018 EN
- 2018 EP
- 2018 EQ
- 2018 EU
- 2018 EX
- 2018 EY
- 2018 EZ
- 2018 EA1
- 2018 EB1
- 2018 EC1
- 2018 ED1
- 2018 EE1
- 2018 EF1
- 2018 EG1
- 2018 EH1
- 2018 EK1
- 2018 EN1
- 2018 EO1
- 2018 EP1
- 2018 EQ1
- 2018 ER1
- 2018 ES1
- 2018 ET1
- 2018 EU1
- 2018 EV1
- 2018 EW1
- 2018 EX1
- 2018 EY1
- 2018 EA2
- 2018 EB2
- 2018 EC2
- 2018 ED2
- 2018 EF2
- 2018 EJ2
- 2018 EK2
- 2018 EL2
- 2018 EM2
- 2018 EN2
- 2018 EO2
- 2018 EQ2
- 2018 ER2
- 2018 ES2
- 2018 ET2
- 2018 EU2
- 2018 EV2
- 2018 EX2
- 2018 EZ2
- 2018 EC3
- 2018 EG3
- 2018 EK3
- 2018 EM3
- 2018 EN3
- 2018 EO3
- 2018 EP3
- 2018 EQ3
- 2018 ER3
- 2018 ES3
- 2018 ET3
- 2018 EU3
- 2018 EV3
- 2018 EW3
- 2018 EX3
- 2018 EY3
- 2018 EZ3
- 2018 EA4
- 2018 EB4
- 2018 EC4
- 2018 ED4
- 2018 EF4
- 2018 EG4
- 2018 EK4
- 2018 EL4
- 2018 EM4
- 2018 EO4
- 2018 EP4
- 2018 EQ4
- 2018 ER4
- 2018 EF5
- 2018 EG5
- 2018 EW5
- 2018 EX5
- 2018 EZ5
- 2018 ET6
- 2018 EW6
- 2018 EE7
- 2018 EF7
- 2018 EG7
- 2018 EH7
- 2018 EN7
- 2018 EO7
- 2018 EP7
- 2018 ER7
- 2018 ET7
- 2018 EU7
- 2018 EB8
- 2018 EC8
- 2018 EF8
- 2018 EK8
- 2018 EM8
- 2018 EP8
- 2018 ER8
- 2018 ES8
- 2018 ET8
- 2018 EU8
- 2018 EC9
- 2018 ED9
- 2018 EE9
- 2018 EG9
- 2018 EP9
- 2018 ET9
- 2018 EW9
- 2018 EX9
- 2018 EZ9
- 2018 EA10
- 2018 EC10
- 2018 ED10
- 2018 EF10
- 2018 EH10
- 2018 EJ10
- 2018 EK10
- 2018 EL10
- 2018 EN10
- 2018 EO10
- 2018 EP10
- 2018 EQ10
- 2018 ES10
- 2018 ET10
- 2018 EU10
- 2018 EV10
- 2018 EW10
- 2018 EX10
- 2018 EA11
- 2018 EB11
- 2018 ED11
- 2018 EE11
- 2018 EH11
- 2018 EJ11
- 2018 EK11
- 2018 EL11
- 2018 EM11
- 2018 EO11
- 2018 EQ11
- 2018 ER11
- 2018 ES11
- 2018 EW11
- 2018 EX11
- 2018 EY11
- 2018 EZ11
- 2018 EA12
- 2018 EB12
- 2018 ED12
- 2018 EG12
- 2018 EJ12
- 2018 EM12
- 2018 EN12
- 2018 EQ12
- 2018 ES12
- 2018 ET12
- 2018 EV12
- 2018 EX12
- 2018 EY12
- 2018 EZ12
- 2018 EB13
- 2018 EC13
- 2018 ED13
- 2018 EG13
- 2018 EK13
- 2018 EM13
- 2018 EN13
- 2018 EP13
- 2018 ER13
- 2018 ES13
- 2018 ET13
- 2018 EU13
- 2018 EV13
- 2018 EW13
- 2018 EY13
- 2018 EZ13
- 2018 EB14
- 2018 EC14
- 2018 EF14
- 2018 EG14
- 2018 EJ14
- 2018 EK14
- 2018 EL14
- 2018 EM14
- 2018 EN14
- 2018 EO14
- 2018 EP14
- 2018 ER14
- 2018 ES14
- 2018 ET14
- 2018 EU14
- 2018 EV14
- 2018 EW14
- 2018 EX14
- 2018 EZ14
- 2018 EA15
- 2018 EC15
- 2018 EE15
- 2018 EF15
- 2018 EG15
- 2018 EH15
- 2018 EJ15
- 2018 EK15
- 2018 EL15
- 2018 EM15
- 2018 EO15
- 2018 EP15
- 2018 EQ15
- 2018 ER15
- 2018 ES15
- 2018 ET15
- 2018 EV15
- 2018 EW15
- 2018 EX15
- 2018 EY15
- 2018 EA16
- 2018 EB16
- 2018 EC16
- 2018 ED16
- 2018 EE16
- 2018 EF16
- 2018 EG16
- 2018 EH16
- 2018 EJ16
- 2018 EK16
- 2018 EL16
- 2018 EM16
- 2018 EN16
- 2018 EP16
- 2018 EQ16
- 2018 ER16
- 2018 ES16
- 2018 ET16
- 2018 EU16
- 2018 EV16
- 2018 EW16
- 2018 EY16
- 2018 EZ16
- 2018 EA17
- 2018 EB17
- 2018 EC17
- 2018 ED17
- 2018 EE17
- 2018 EF17
- 2018 EG17
- 2018 EH17
- 2018 EK17
- 2018 EN17
- 2018 EO17
- 2018 EP17
- 2018 ER17
- 2018 ET17
- 2018 EV17
- 2018 EW17
- 2018 EX17
- 2018 EY17
- 2018 EZ17
- 2018 EA18
- 2018 EB18
- 2018 EC18
- 2018 ED18
- 2018 EE18
- 2018 EF18
- 2018 EJ18
- 2018 EK18
- 2018 EL18
- 2018 EM18
- 2018 EN18
- 2018 EO18
- 2018 EP18
- 2018 EQ18
- 2018 ER18
- 2018 ES18
- 2018 EU18
- 2018 EV18
- 2018 EW18
- 2018 EX18
- 2018 EY18
- 2018 EZ18
- 2018 EA19
- 2018 EB19
- 2018 EC19
- 2018 ED19
- 2018 EE19
- 2018 EF19
- 2018 EG19
- 2018 EH19
- 2018 EJ19
- 2018 EK19
- 2018 EM19
- 2018 EN19
- 2018 EO19
- 2018 EP19
- 2018 EQ19
- 2018 ER19
- 2018 ES19
- 2018 ET19
- 2018 EU19
- 2018 EV19
- 2018 EW19
- 2018 EX19
- 2018 EY19
- 2018 EZ19
- 2018 EA20
- 2018 EB20
- 2018 EC20
- 2018 ED20
- 2018 EE20
- 2018 EF20
- 2018 EG20
- 2018 EH20
- 2018 EJ20
- 2018 EM20
- 2018 EN20
- 2018 EO20
- 2018 EP20
- 2018 ER20
- 2018 ES20
- 2018 EU20
- 2018 EV20
- 2018 EW20
- 2018 EX20
- 2018 EY20
- 2018 EZ20
- 2018 EB21
- 2018 EC21
- 2018 EF21
- 2018 EG21
- 2018 EJ21
- 2018 EK21
- 2018 EL21
- 2018 EM21
- 2018 EN21
- 2018 EO21
- 2018 ES21
- 2018 ET21
- 2018 EU21
- 2018 EV21
- 2018 EW21
- 2018 EY21
- 2018 EZ21
- 2018 EA22
- 2018 EF22
- 2018 EG22
- 2018 EJ22
- 2018 EM22
- 2018 EN22
- 2018 EO22
- 2018 EP22
- 2018 EQ22
- 2018 ER22
- 2018 ES22
- 2018 ET22
- 2018 EV22
- 2018 EW22
- 2018 EX22
- 2018 EY22
- 2018 EA23
- 2018 EB23
- 2018 EC23
- 2018 EE23
- 2018 EH23
- 2018 EJ23
- 2018 EK23
- 2018 EM23
- 2018 EN23
- 2018 EO23
- 2018 ES23
- 2018 ET23
- 2018 EV23
- 2018 EX23
- 2018 EY23
- 2018 EZ23
- 2018 EA24
- 2018 EB24
- 2018 EE24
- 2018 EG24
- 2018 EH24
- 2018 EJ24
- 2018 EK24
- 2018 EL24
- 2018 EM24
- 2018 EN24
- 2018 EO24
- 2018 EP24
- 2018 EQ24
- 2018 ER24
- 2018 EU24
- 2018 EW24
- 2018 EX24
- 2018 EZ24
- 2018 EB25
- 2018 EC25
- 2018 EE25
- 2018 EF25
- 2018 EG25
- 2018 EH25
- 2018 EJ25
- 2018 EL25
- 2018 EN25
- 2018 EO25
- 2018 EP25
- 2018 EQ25
- 2018 ER25
- 2018 ES25
- 2018 EU25
- 2018 EV25
- 2018 EW25
- 2018 EX25
- 2018 EY25
- 2018 EZ25
- 2018 EA26
- 2018 EB26
- 2018 EC26
- 2018 ED26
- 2018 EE26
- 2018 EF26
- 2018 EG26
- 2018 EH26
- 2018 EJ26
- 2018 EK26
- 2018 EL26
- 2018 EM26
- 2018 EN26
- 2018 EO26
- 2018 EP26
- 2018 EQ26
- 2018 ER26
- 2018 ES26
- 2018 ET26

### Du 16 au 31 mars 2018
- 2018 FA
- 2018 FB
- 2018 FC
- 2018 FD
- 2018 FE
- 2018 FG
- 2018 FH
- 2018 FK
- 2018 FL
- 2018 FN
- 2018 FO
- 2018 FQ
- 2018 FR
- 2018 FT
- 2018 FU
- 2018 FV
- 2018 FW
- 2018 FY
- 2018 FZ
- 2018 FA1
- 2018 FB1
- 2018 FC1
- 2018 FD1
- 2018 FE1
- 2018 FF1
- 2018 FG1
- 2018 FH1
- 2018 FJ1
- 2018 FK1
- 2018 FL1
- 2018 FM1
- 2018 FN1
- 2018 FO1
- 2018 FP1
- 2018 FQ1
- 2018 FR1
- 2018 FS1
- 2018 FT1
- 2018 FU1
- 2018 FV1
- 2018 FW1
- 2018 FX1
- 2018 FY1
- 2018 FZ1
- 2018 FA2
- 2018 FB2
- 2018 FC2
- 2018 FD2
- 2018 FE2
- 2018 FF2
- 2018 FG2
- 2018 FH2
- 2018 FJ2
- 2018 FK2
- 2018 FL2
- 2018 FM2
- 2018 FN2
- 2018 FO2
- 2018 FP2
- 2018 FQ2
- 2018 FR2
- 2018 FS2
- 2018 FT2
- 2018 FU2
- 2018 FV2
- 2018 FW2
- 2018 FX2
- 2018 FY2
- 2018 FZ2
- 2018 FA3
- 2018 FB3
- 2018 FC3
- 2018 FD3
- 2018 FE3
- 2018 FF3
- 2018 FG3
- 2018 FH3
- 2018 FK3
- 2018 FL3
- 2018 FM3
- 2018 FN3
- 2018 FO3
- 2018 FP3
- 2018 FQ3
- 2018 FR3
- 2018 FS3
- 2018 FT3
- 2018 FU3
- 2018 FV3
- 2018 FW3
- 2018 FX3
- 2018 FY3
- 2018 FZ3
- 2018 FA4
- 2018 FB4
- 2018 FC4
- 2018 FD4
- 2018 FE4
- 2018 FG4
- 2018 FJ4
- 2018 FK4
- 2018 FL4
- 2018 FM4
- 2018 FN4
- 2018 FO4
- 2018 FP4
- 2018 FQ4
- 2018 FR4
- 2018 FT4
- 2018 FU4
- 2018 FV4
- 2018 FW4
- 2018 FX4
- 2018 FY4
- 2018 FZ4
- 2018 FD5
- 2018 FE5
- 2018 FF5
- 2018 FG5
- 2018 FH5
- 2018 FJ5
- 2018 FK5
- 2018 FM5
- 2018 FO5
- 2018 FP5
- 2018 FQ5
- 2018 FS5
- 2018 FV5
- 2018 FW5
- 2018 FY5
- 2018 FZ5
- 2018 FA6
- 2018 FB6
- 2018 FK6
- 2018 FN6
- 2018 FO6
- 2018 FP6
- 2018 FQ6
- 2018 FS6
- 2018 FT6
- 2018 FV6
- 2018 FZ6
- 2018 FC7
- 2018 FE7
- 2018 FH7
- 2018 FK7
- 2018 FM7
- 2018 FU7
- 2018 FV7
- 2018 FX7
- 2018 FC8
- 2018 FE8
- 2018 FF8
- 2018 FJ8
- 2018 FL8
- 2018 FR8
- 2018 FU8
- 2018 FZ8
- 2018 FA9
- 2018 FC9
- 2018 FE9
- 2018 FL9
- 2018 FO9
- 2018 FT9
- 2018 FU9
- 2018 FW9
- 2018 FZ9
- 2018 FA10
- 2018 FC10
- 2018 FE10
- 2018 FQ10
- 2018 FU10
- 2018 FE11
- 2018 FK11
- 2018 FM11
- 2018 FN11
- 2018 FQ11
- 2018 FR11
- 2018 FA12
- 2018 FB12
- 2018 FF12
- 2018 FJ12
- 2018 FK12
- 2018 FP12
- 2018 FQ12
- 2018 FT12
- 2018 FV12
- 2018 FX12
- 2018 FY12
- 2018 FZ12
- 2018 FA13
- 2018 FD13
- 2018 FF13
- 2018 FH13
- 2018 FK13
- 2018 FT13
- 2018 FW13
- 2018 FZ13
- 2018 FA14
- 2018 FH14
- 2018 FK14
- 2018 FL14
- 2018 FM14
- 2018 FN14
- 2018 FO14
- 2018 FP14
- 2018 FR14
- 2018 FW14
- 2018 FZ14
- 2018 FE15
- 2018 FK15
- 2018 FP15
- 2018 FR15
- 2018 FT15
- 2018 FY15
- 2018 FA16
- 2018 FD16
- 2018 FE16
- 2018 FL16
- 2018 FO16
- 2018 FP16
- 2018 FS16
- 2018 FT16
- 2018 FV16
- 2018 FY16
- 2018 FF17
- 2018 FG17
- 2018 FK17
- 2018 FL17
- 2018 FM17
- 2018 FO17
- 2018 FR17
- 2018 FV17
- 2018 FW17
- 2018 FB18
- 2018 FD18
- 2018 FF18
- 2018 FQ18
- 2018 FW18
- 2018 FX18
- 2018 FA19
- 2018 FB19
- 2018 FD19
- 2018 FF19
- 2018 FH19
- 2018 FO19
- 2018 FQ19
- 2018 FT19
- 2018 FV19
- 2018 FW19
- 2018 FC20
- 2018 FF20
- 2018 FG20
- 2018 FK20
- 2018 FU20
- 2018 FA21
- 2018 FH21
- 2018 FK21
- 2018 FM21
- 2018 FW21
- 2018 FY21
- 2018 FA22
- 2018 FC22
- 2018 FK22
- 2018 FO22
- 2018 FP22
- 2018 FQ22
- 2018 FR22
- 2018 FY22
- 2018 FZ22
- 2018 FC23
- 2018 FD23
- 2018 FE23
- 2018 FF23
- 2018 FG23
- 2018 FK23
- 2018 FN23
- 2018 FO23
- 2018 FP23
- 2018 FQ23
- 2018 FR23
- 2018 FS23
- 2018 FV23
- 2018 FA24
- 2018 FB24
- 2018 FC24
- 2018 FD24
- 2018 FE24
- 2018 FF24
- 2018 FK24
- 2018 FM24
- 2018 FN24
- 2018 FO24
- 2018 FU24
- 2018 FY24
- 2018 FB25
- 2018 FP25
- 2018 FQ25
- 2018 FR25
- 2018 FS25
- 2018 FT25
- 2018 FX25
- 2018 FZ25
- 2018 FB26
- 2018 FC26
- 2018 FK26
- 2018 FR26
- 2018 FS26
- 2018 FT26
- 2018 FV26
- 2018 FZ26
- 2018 FL27
- 2018 FM27
- 2018 FT27
- 2018 FU27
- 2018 FD28
- 2018 FF28
- 2018 FJ28
- 2018 FW28
- 2018 FA29
- 2018 FC29
- 2018 FJ29
- 2018 FK29
- 2018 FL29
- 2018 FM29
- 2018 FQ29
- 2018 FT29
- 2018 FU29
- 2018 FV29
- 2018 FZ29
- 2018 FA30
- 2018 FB30
- 2018 FC30
- 2018 FD30
- 2018 FE30
- 2018 FF30
- 2018 FG30
- 2018 FH30
- 2018 FK30
- 2018 FL30
- 2018 FM30
- 2018 FN30
- 2018 FO30
- 2018 FQ30
- 2018 FR30
- 2018 FT30
- 2018 FU30
- 2018 FV30
- 2018 FW30
- 2018 FY30
- 2018 FZ30
- 2018 FA31
- 2018 FB31
- 2018 FC31
- 2018 FD31
- 2018 FE31
- 2018 FF31
- 2018 FG31
- 2018 FH31
- 2018 FJ31
- 2018 FK31
- 2018 FL31
- 2018 FM31
- 2018 FN31
- 2018 FO31
- 2018 FQ31
- 2018 FS31
- 2018 FT31
- 2018 FU31
- 2018 FV31
- 2018 FW31
- 2018 FZ31
- 2018 FA32
- 2018 FB32
- 2018 FC32
- 2018 FD32
- 2018 FG32
- 2018 FH32
- 2018 FJ32
- 2018 FK32
- 2018 FM32
- 2018 FN32
- 2018 FO32
- 2018 FP32
- 2018 FQ32
- 2018 FR32
- 2018 FS32
- 2018 FT32
- 2018 FU32
- 2018 FX32
- 2018 FA33
- 2018 FB33
- 2018 FD33
- 2018 FE33
- 2018 FF33
- 2018 FG33
- 2018 FH33
- 2018 FJ33
- 2018 FL33
- 2018 FM33
- 2018 FN33
- 2018 FO33
- 2018 FP33
- 2018 FQ33
- 2018 FR33
- 2018 FS33
- 2018 FT33
- 2018 FU33
- 2018 FV33
- 2018 FW33
- 2018 FY33
- 2018 FA34
- 2018 FC34
- 2018 FD34
- 2018 FE34
- 2018 FL34
- 2018 FM34
- 2018 FO34
- 2018 FQ34
- 2018 FR34
- 2018 FS34
- 2018 FT34
- 2018 FU34
- 2018 FV34
- 2018 FB35
- 2018 FC35
- 2018 FD35
- 2018 FE35
- 2018 FF35
- 2018 FM35
- 2018 FS35
- 2018 FU35
- 2018 FW35
- 2018 FX35
- 2018 FY35
- 2018 FZ35
- 2018 FA36
- 2018 FB36
- 2018 FC36
- 2018 FE36
- 2018 FF36
- 2018 FG36
- 2018 FH36
- 2018 FJ36
- 2018 FK36
- 2018 FL36
- 2018 FM36
- 2018 FP36
- 2018 FU36
- 2018 FV36
- 2018 FX36
- 2018 FY36
- 2018 FZ36
- 2018 FA37
- 2018 FB37
- 2018 FD37
- 2018 FH37
- 2018 FL37
- 2018 FM37
- 2018 FN37
- 2018 FP37
- 2018 FS37
- 2018 FT37
- 2018 FU37
- 2018 FV37
- 2018 FX37
- 2018 FY37
- 2018 FZ37
- 2018 FB38
- 2018 FC38
- 2018 FD38
- 2018 FE38
- 2018 FF38
- 2018 FG38
- 2018 FJ38
- 2018 FL38
- 2018 FN38
- 2018 FQ38
- 2018 FR38
- 2018 FS38
- 2018 FT38
- 2018 FV38
- 2018 FX38
- 2018 FY38
- 2018 FE39
- 2018 FG39
- 2018 FK39
- 2018 FM39
- 2018 FS39
- 2018 FT39
- 2018 FU39
- 2018 FV39
- 2018 FW39
- 2018 FX39
- 2018 FY39
- 2018 FB40
- 2018 FE40
- 2018 FG40
- 2018 FJ40
- 2018 FK40
- 2018 FL40
- 2018 FO40
- 2018 FP40
- 2018 FQ40
- 2018 FR40
- 2018 FS40
- 2018 FT40
- 2018 FV40
- 2018 FW40
- 2018 FX40
- 2018 FY40
- 2018 FZ40
- 2018 FA41
- 2018 FB41
- 2018 FC41
- 2018 FD41
- 2018 FL41
- 2018 FM41
- 2018 FN41
- 2018 FO41
- 2018 FP41
- 2018 FQ41
- 2018 FR41
- 2018 FT41
- 2018 FU41
- 2018 FV41
- 2018 FW41
- 2018 FX41
- 2018 FZ41
- 2018 FA42
- 2018 FB42
- 2018 FC42
- 2018 FD42
- 2018 FE42
- 2018 FF42
- 2018 FH42
- 2018 FL42
- 2018 FN42
- 2018 FO42
- 2018 FP42
- 2018 FQ42
- 2018 FS42
- 2018 FT42
- 2018 FU42
- 2018 FV42
- 2018 FW42
- 2018 FX42
- 2018 FY42
- 2018 FA43
- 2018 FB43
- 2018 FC43
- 2018 FE43
- 2018 FF43
- 2018 FG43
- 2018 FH43
- 2018 FK43
- 2018 FL43
- 2018 FM43
- 2018 FO43
- 2018 FP43
- 2018 FQ43
- 2018 FS43
- 2018 FT43
- 2018 FV43
- 2018 FX43
- 2018 FY43
- 2018 FZ43
- 2018 FC44
- 2018 FD44
- 2018 FE44
- 2018 FF44
- 2018 FG44
- 2018 FH44
- 2018 FJ44
- 2018 FK44
- 2018 FN44
- 2018 FO44
- 2018 FP44
- 2018 FR44
- 2018 FT44
- 2018 FV44
- 2018 FW44
- 2018 FX44
- 2018 FY44
- 2018 FZ44
- 2018 FA45
- 2018 FB45
- 2018 FC45
- 2018 FD45
- 2018 FE45
- 2018 FG45
- 2018 FH45
- 2018 FJ45
- 2018 FK45
- 2018 FL45
- 2018 FM45
- 2018 FO45
- 2018 FS45
- 2018 FT45
- 2018 FU45
- 2018 FV45
- 2018 FW45
- 2018 FX45
- 2018 FZ45
- 2018 FA46
- 2018 FB46
- 2018 FF46
- 2018 FH46
- 2018 FJ46
- 2018 FK46
- 2018 FL46
- 2018 FM46
- 2018 FN46
- 2018 FO46
- 2018 FQ46
- 2018 FR46
- 2018 FS46
- 2018 FT46
- 2018 FU46
- 2018 FV46
- 2018 FW46
- 2018 FZ46
- 2018 FB47
- 2018 FD47
- 2018 FE47
- 2018 FH47
- 2018 FL47
- 2018 FN47
- 2018 FO47
- 2018 FP47
- 2018 FS47
- 2018 FU47
- 2018 FV47
- 2018 FW47
- 2018 FX47
- 2018 FZ47
- 2018 FA48
- 2018 FB48
- 2018 FC48
- 2018 FD48
- 2018 FE48
- 2018 FF48
- 2018 FG48
- 2018 FH48
- 2018 FJ48
- 2018 FL48
- 2018 FM48
- 2018 FN48
- 2018 FO48
- 2018 FP48
- 2018 FQ48
- 2018 FR48
- 2018 FS48
- 2018 FT48
- 2018 FU48
- 2018 FV48
- 2018 FW48
- 2018 FX48
- 2018 FY48
- 2018 FZ48
- 2018 FA49
- 2018 FD49
- 2018 FE49
- 2018 FG49
- 2018 FH49
- 2018 FJ49
- 2018 FK49
- 2018 FM49
- 2018 FN49
- 2018 FO49
- 2018 FP49
- 2018 FQ49
- 2018 FR49
- 2018 FS49
- 2018 FT49
- 2018 FV49
- 2018 FW49
- 2018 FX49
- 2018 FY49
- 2018 FZ49
- 2018 FB50
- 2018 FE50
- 2018 FF50
- 2018 FG50
- 2018 FH50
- 2018 FL50
- 2018 FM50
- 2018 FR50
- 2018 FT50
- 2018 FU50
- 2018 FV50
- 2018 FW50
- 2018 FX50
- 2018 FY50
- 2018 FZ50
- 2018 FD51
- 2018 FE51
- 2018 FF51
- 2018 FG51
- 2018 FH51
- 2018 FJ51
- 2018 FK51
- 2018 FL51
- 2018 FM51
- 2018 FN51
- 2018 FP51
- 2018 FQ51
- 2018 FR51
- 2018 FS51
- 2018 FT51
- 2018 FU51
- 2018 FV51
- 2018 FX51
- 2018 FY51
- 2018 FA52
- 2018 FB52
- 2018 FC52
- 2018 FD52
- 2018 FE52
- 2018 FF52
- 2018 FG52
- 2018 FH52
- 2018 FJ52
- 2018 FK52
- 2018 FL52
- 2018 FO52
- 2018 FP52
- 2018 FR52
- 2018 FS52
- 2018 FT52
- 2018 FU52
- 2018 FW52
- 2018 FX52
- 2018 FZ52
- 2018 FA53
- 2018 FB53
- 2018 FC53
- 2018 FD53
- 2018 FE53
- 2018 FG53
- 2018 FH53
- 2018 FJ53
- 2018 FK53
- 2018 FL53
- 2018 FM53
- 2018 FN53
- 2018 FO53
- 2018 FP53
- 2018 FQ53
- 2018 FS53
- 2018 FU53
- 2018 FV53
- 2018 FW53
- 2018 FY53
- 2018 FZ53
- 2018 FA54
- 2018 FB54
- 2018 FC54
- 2018 FD54
- 2018 FE54
- 2018 FF54
- 2018 FG54
- 2018 FH54
- 2018 FJ54
- 2018 FK54
- 2018 FL54
- 2018 FM54
- 2018 FN54
- 2018 FO54
- 2018 FP54
- 2018 FQ54
- 2018 FR54
- 2018 FS54
- 2018 FT54
- 2018 FU54
- 2018 FV54
- 2018 FW54
- 2018 FX54
- 2018 FY54
- 2018 FA55
- 2018 FB55
- 2018 FC55
- 2018 FD55
- 2018 FE55
- 2018 FF55
- 2018 FG55
- 2018 FH55
- 2018 FJ55
- 2018 FK55
- 2018 FL55
- 2018 FM55
- 2018 FN55
- 2018 FO55
- 2018 FP55
- 2018 FQ55
- 2018 FR55
- 2018 FS55
- 2018 FT55
- 2018 FU55
- 2018 FV55
- 2018 FW55
- 2018 FX55
- 2018 FY55
- 2018 FZ55
- 2018 FA56
- 2018 FB56
- 2018 FC56
- 2018 FD56
- 2018 FE56
- 2018 FF56
- 2018 FG56
- 2018 FH56
- 2018 FJ56
- 2018 FK56
- 2018 FL56
- 2018 FM56
- 2018 FN56
- 2018 FO56
- 2018 FP56
- 2018 FQ56
- 2018 FR56
- 2018 FS56
- 2018 FT56
- 2018 FU56
- 2018 FV56
- 2018 FW56
- 2018 FY56
- 2018 FZ56
- 2018 FA57
- 2018 FE57
- 2018 FF57
- 2018 FG57
- 2018 FH57
- 2018 FJ57
- 2018 FL57
- 2018 FM57
- 2018 FN57
- 2018 FO57
- 2018 FP57
- 2018 FQ57
- 2018 FR57
- 2018 FS57
- 2018 FT57
- 2018 FU57
- 2018 FV57
- 2018 FW57
- 2018 FX57
- 2018 FY57
- 2018 FZ57
- 2018 FA58
- 2018 FB58
- 2018 FC58
- 2018 FD58
- 2018 FE58
- 2018 FG58
- 2018 FH58
- 2018 FK58
- 2018 FL58
- 2018 FM58
- 2018 FN58
- 2018 FO58
- 2018 FP58
- 2018 FQ58
- 2018 FS58
- 2018 FT58
- 2018 FU58
- 2018 FV58
- 2018 FW58
- 2018 FX58
- 2018 FY58
- 2018 FZ58
- 2018 FA59
- 2018 FB59
- 2018 FC59
- 2018 FD59
- 2018 FE59
- 2018 FF59
- 2018 FG59
- 2018 FH59
- 2018 FJ59
- 2018 FK59
- 2018 FM59
- 2018 FN59
- 2018 FO59
- 2018 FP59
- 2018 FQ59
- 2018 FR59
- 2018 FU59
- 2018 FV59
- 2018 FW59
- 2018 FX59
- 2018 FY59
- 2018 FZ59
- 2018 FA60
- 2018 FB60
- 2018 FC60
- 2018 FD60
- 2018 FE60
- 2018 FF60
- 2018 FH60
- 2018 FJ60
- 2018 FK60
- 2018 FL60
- 2018 FM60
- 2018 FO60
- 2018 FP60
- 2018 FQ60
- 2018 FR60
- 2018 FS60
- 2018 FT60
- 2018 FU60
- 2018 FV60
- 2018 FW60
- 2018 FX60
- 2018 FY60
- 2018 FZ60
- 2018 FA61
- 2018 FB61
- 2018 FC61
- 2018 FD61
- 2018 FE61
- 2018 FF61
- 2018 FG61
- 2018 FH61
- 2018 FJ61
- 2018 FK61
- 2018 FL61
- 2018 FM61
- 2018 FN61
- 2018 FO61
- 2018 FP61
- 2018 FQ61
- 2018 FR61
- 2018 FT61
- 2018 FU61
- 2018 FV61
- 2018 FW61
- 2018 FX61
- 2018 FZ61
- 2018 FA62
- 2018 FB62
- 2018 FC62
- 2018 FE62
- 2018 FF62
- 2018 FG62
- 2018 FK62
- 2018 FL62
- 2018 FM62
- 2018 FN62
- 2018 FO62
- 2018 FP62
- 2018 FQ62
- 2018 FR62
- 2018 FS62
- 2018 FT62
- 2018 FU62
- 2018 FV62
- 2018 FW62
- 2018 FX62
- 2018 FY62
- 2018 FZ62
- 2018 FA63
- 2018 FB63
- 2018 FC63
- 2018 FD63
- 2018 FE63
- 2018 FF63
- 2018 FG63
- 2018 FH63
- 2018 FK63
- 2018 FM63
- 2018 FN63
- 2018 FO63
- 2018 FP63
- 2018 FQ63
- 2018 FR63
- 2018 FS63
- 2018 FT63
- 2018 FU63
- 2018 FV63
- 2018 FW63
- 2018 FX63
- 2018 FY63
- 2018 FZ63
- 2018 FA64
- 2018 FB64
- 2018 FC64
- 2018 FD64
- 2018 FE64
- 2018 FF64
- 2018 FG64
- 2018 FH64
- 2018 FJ64
- 2018 FK64
- 2018 FM64
- 2018 FN64
- 2018 FO64
- 2018 FP64
- 2018 FQ64
- 2018 FR64
- 2018 FT64
- 2018 FU64
- 2018 FV64
- 2018 FW64
- 2018 FX64
- 2018 FY64
- 2018 FZ64
- 2018 FA65
- 2018 FB65
- 2018 FC65
- 2018 FD65
- 2018 FE65
- 2018 FF65
- 2018 FG65
- 2018 FH65
- 2018 FJ65
- 2018 FK65
- 2018 FL65
- 2018 FM65
- 2018 FN65
- 2018 FO65
- 2018 FP65
- 2018 FQ65
- 2018 FR65
- 2018 FS65
- 2018 FT65
- 2018 FU65
- 2018 FV65
- 2018 FW65
- 2018 FX65
- 2018 FY65
- 2018 FZ65
- 2018 FA66
- 2018 FB66
- 2018 FC66
- 2018 FD66
- 2018 FE66
- 2018 FF66
- 2018 FG66
- 2018 FH66
- 2018 FJ66
- 2018 FK66
- 2018 FL66
- 2018 FM66
- 2018 FN66
- 2018 FO66
- 2018 FP66
- 2018 FQ66
- 2018 FR66
- 2018 FS66
- 2018 FT66
- 2018 FU66
- 2018 FV66
- 2018 FW66
- 2018 FX66
- 2018 FY66
- 2018 FZ66
- 2018 FA67
- 2018 FB67
- 2018 FC67
- 2018 FD67
- 2018 FE67
- 2018 FF67
- 2018 FG67
- 2018 FH67
- 2018 FJ67
- 2018 FK67
- 2018 FL67
- 2018 FM67
- 2018 FN67
- 2018 FP67
- 2018 FQ67
- 2018 FR67
- 2018 FS67
- 2018 FT67
- 2018 FV67
- 2018 FW67
- 2018 FX67
- 2018 FY67
- 2018 FZ67
- 2018 FA68
- 2018 FB68
- 2018 FC68
- 2018 FD68
- 2018 FE68
- 2018 FF68
- 2018 FG68
- 2018 FH68
- 2018 FJ68
- 2018 FK68
- 2018 FL68
- 2018 FM68
- 2018 FN68
- 2018 FO68
- 2018 FP68
- 2018 FQ68
- 2018 FR68
- 2018 FS68
- 2018 FT68
- 2018 FU68
- 2018 FV68
- 2018 FW68
- 2018 FX68
- 2018 FY68
- 2018 FZ68
- 2018 FA69
- 2018 FB69
- 2018 FC69
- 2018 FD69
- 2018 FE69
- 2018 FF69
- 2018 FG69
- 2018 FH69
- 2018 FJ69
- 2018 FK69
- 2018 FL69
- 2018 FM69
- 2018 FN69
- 2018 FO69
- 2018 FP69
- 2018 FQ69
- 2018 FR69
- 2018 FS69
- 2018 FT69
- 2018 FU69
- 2018 FV69
- 2018 FW69
- 2018 FY69
- 2018 FZ69
- 2018 FA70
- 2018 FB70
- 2018 FC70
- 2018 FD70
- 2018 FE70
- 2018 FF70
- 2018 FG70
- 2018 FH70
- 2018 FJ70
- 2018 FK70
- 2018 FL70
- 2018 FM70
- 2018 FN70
- 2018 FO70
- 2018 FP70
- 2018 FQ70
- 2018 FR70
- 2018 FS70
- 2018 FU70
- 2018 FW70
- 2018 FX70
- 2018 FY70
- 2018 FZ70
- 2018 FA71
- 2018 FB71
- 2018 FC71
- 2018 FD71
- 2018 FE71
- 2018 FF71
- 2018 FG71
- 2018 FH71
- 2018 FJ71
- 2018 FK71
- 2018 FL71
- 2018 FM71
- 2018 FN71
- 2018 FO71
- 2018 FP71
- 2018 FQ71
- 2018 FR71
- 2018 FT71
- 2018 FU71
- 2018 FV71
- 2018 FW71
- 2018 FX71
- 2018 FY71
- 2018 FZ71
- 2018 FA72
- 2018 FB72
- 2018 FC72
- 2018 FD72
- 2018 FE72
- 2018 FG72
- 2018 FH72
- 2018 FJ72
- 2018 FK72
- 2018 FL72
- 2018 FM72
- 2018 FN72
- 2018 FO72
- 2018 FP72
- 2018 FQ72
- 2018 FR72
- 2018 FS72
- 2018 FT72
- 2018 FU72
- 2018 FV72
- 2018 FW72
- 2018 FX72
- 2018 FZ72
- 2018 FA73
- 2018 FB73
- 2018 FC73
- 2018 FD73
- 2018 FF73
- 2018 FG73
- 2018 FH73
- 2018 FJ73
- 2018 FK73
- 2018 FL73
- 2018 FM73
- 2018 FN73
- 2018 FO73
- 2018 FP73
- 2018 FQ73
- 2018 FR73
- 2018 FS73
- 2018 FT73
- 2018 FU73
- 2018 FV73
- 2018 FW73
- 2018 FX73
- 2018 FY73
- 2018 FZ73
- 2018 FB74
- 2018 FC74
- 2018 FD74
- 2018 FE74
- 2018 FF74
- 2018 FG74
- 2018 FH74
- 2018 FJ74
- 2018 FK74
- 2018 FL74
- 2018 FM74
- 2018 FN74
- 2018 FO74
- 2018 FP74
- 2018 FQ74
- 2018 FR74
- 2018 FS74
- 2018 FT74
- 2018 FU74
- 2018 FV74
- 2018 FW74
- 2018 FX74
- 2018 FY74
- 2018 FA75
- 2018 FB75
- 2018 FC75
- 2018 FD75
- 2018 FE75
- 2018 FF75
- 2018 FG75
- 2018 FH75
- 2018 FK75
- 2018 FL75
- 2018 FM75
- 2018 FN75
- 2018 FO75
- 2018 FP75
- 2018 FQ75
- 2018 FR75
- 2018 FS75
- 2018 FT75
- 2018 FU75
- 2018 FV75
- 2018 FW75
- 2018 FX75
- 2018 FY75
- 2018 FZ75
- 2018 FA76
- 2018 FB76
- 2018 FC76
- 2018 FD76
- 2018 FE76
- 2018 FF76
- 2018 FG76
- 2018 FH76
- 2018 FJ76
- 2018 FK76
- 2018 FL76
- 2018 FM76
- 2018 FN76
- 2018 FO76
- 2018 FP76
- 2018 FQ76
- 2018 FR76
- 2018 FT76
- 2018 FU76
- 2018 FV76
- 2018 FW76
- 2018 FX76
- 2018 FY76
- 2018 FZ76
- 2018 FA77
- 2018 FB77
- 2018 FC77
- 2018 FD77
- 2018 FE77
- 2018 FF77
- 2018 FG77
- 2018 FH77
- 2018 FJ77
- 2018 FK77
- 2018 FL77
- 2018 FN77
- 2018 FO77
- 2018 FP77
- 2018 FQ77
- 2018 FR77
- 2018 FS77
- 2018 FT77
- 2018 FU77
- 2018 FV77
- 2018 FW77
- 2018 FX77
- 2018 FY77
- 2018 FZ77
- 2018 FA78
- 2018 FB78
- 2018 FC78
- 2018 FD78
- 2018 FE78
- 2018 FF78
- 2018 FG78
- 2018 FH78
- 2018 FJ78
- 2018 FK78
- 2018 FL78
- 2018 FM78
- 2018 FN78
- 2018 FO78
- 2018 FP78
- 2018 FR78
- 2018 FS78
- 2018 FT78
- 2018 FU78
- 2018 FV78
- 2018 FW78
- 2018 FX78
- 2018 FY78